# Емір Катару
Еміри Катару належать до династії Аль Тані (араб. آل ثاني), що походить від Бану Тамім, одного з найбільших арабських племен. Держава Катар виникла 1850 року, її засновником вважається Мухаммед бін Тані.

## Хакіми (1825-1960)
- Мухаммед бін Тані (12 вересня 1850—1878)
- Джасім бін Мухаммед Аль Тані (1878—1913)
- Абдалла бін Джасім Аль Тані (1913—1949)
- Алі бін Абдалла Аль Тані (1949—1960)

## Еміри (з 1960)
- Ахмад бін Алі Аль Тані (3 вересня 1960 — 22 лютого 1972)
- Халіфа бін Хамад Аль Тані (22 лютого 1972 — 27 червня 1995)
- Хамад бін Халіфа Аль Тані (27 червня 1995 — 25 червня 2013)
- Тамім бін Хамад Аль Тані (від 25 червня 2013)